# 布由德利的鮑德溫伯爵
布由德利的鮑德溫伯爵（Earl Baldwin of Bewdley）屬於聯合王國貴族爵位，創設於1937年6月8日。授予前保守黨首相斯坦利·鲍德温。
此伯爵爵位額外附有薩洛普郡（County of Salop）科韋代爾（Corvedale）之科韋代爾子爵（Viscount Corvedale）頭銜。此子爵頭銜屬禮節性頭銜，只有現任伯爵的爵位繼承人兼長子方可使用此頭銜。
鮑德溫伯爵的家族宅第位於牛津郡沃爾弗庫特（Wolvercote）的領主農場宅第（Manor Farm House）。

## 布由德利的鮑德溫伯爵 （1937年）
- 斯坦利·鮑德溫，布由德利的第一代鮑德溫伯爵 （1867年—1947年）
- 奧利弗·里茲代爾·鮑德溫，布由德利的第二代鮑德溫伯爵 （1899年—1958年）
- 亞瑟·雲咸·鮑德溫，布由德利的第三代鮑德溫伯爵 （1904年—1976年）
- 愛德華·艾爾弗雷德·亞歷山大·鮑德溫，布由德利的第四代鮑德溫伯爵 （1938年—）（在1999年成功當選，保住上議院議席）

伯爵爵位之法定繼承人為本尼迪克特·亞歷山大·斯坦利·鮑德溫，科韋代爾子爵 （1973年—）